# Хификепуне Похамба
Хификепуне Лукас Похамба (на английски: Hifikepunye Lucas Pohamba, роден на 18 август 1935) е президент на Намибия от 21 март 2005.
Похамба е един от основателите на СУАПО през 1960 г. и е активен участник в борбата за независимост на окупираната от ЮАР Намибия, която в този период е наричана Югозападна Африка. Неведнъж той е бил задържан под домашен арест, живял е в емиграция в Лусака, учил е в бившия СССР.
През ноември 1989 г. е избран за член на Конституционната асамблея, а през март 1990 г. след обявяването на независимост на Намибия Похамба става депутат и влиза в назначеното от своя приятел правителство Сам Нуйома – първия президент на страната. В периода 1990 – 1995 г. е министър на вътрешните работи, през 1995 – 1997 г. е министър на риболова и морските ресурси, през 1997 – март 2000 г. е министър без портфейл. От 1997 г. е генерален секретар на СУАПО, от 2002 г. е неин вицепредседател. От 26 януари 2001 г. Похамба става министър на земята и населението. В тази си длъжност той е провеждал политика за частично вземане на земята от белите фермери и връщането и на чернокожите. За тази си дейност той получава поддръжка от президента на Зимбабве Робърт Мугабе.
През май 2004 г. Похамба е избран за кандидат за президент, който да бъде издигнат от СУАПО. В същата година печели президентските избори и сменя Сам Нуйома. Похамба решително се бори с корупцията. На 29 ноември 2007 бившия вече президент и от поста председател на управляващата партия СУАПО.